# لورنزو بارودي
لورنزو بارودى (بالإيطالية: lorenzo parodi)‏ كان نقابيًا وثوريًا شيوعيًا وسياسيًا في إيطاليا، وهو مؤسس حزب النضال الشيوعي عام 1965 مع أريجو سيرفيتو.

## بداية الحياة
وُلد في عائلة من الطبقة العاملة، فقد كان والده بارتولوميو حدادًا في قسم الحدادة في أنسالدو ميكانيكو في جنوة. بدأ العمل في الرابعة عشرة من عمره في متجر صغير للمكسرات والبراغي في جينوفا نيرفي، في ذروة الحرب العالمية الثانية انتقل إلى المصنع الكبير.

## السياسية في نارالحرب العالمية
في ربيع عام 1943 انضم إلى الإضراب الجاري في أنسالدو، وفي عام 1944 -هربًا من الغارات وترحيل النازيين- اضطر إلى مغادرة المصنع والذهاب للاختباء. أصبح بارودي حزبيًا في لواء "Crosa" التابع لجانوفا نيرفي من SAP ومن هنا بدأت خبرته السياسية، على طريق، مع خيار مناهض للستالينية، يجعله على اتصال مع الشيوعيين التحرريين الشباب في نيرفي، بمن فيهم أنطونيو بيتالوغا وفيرو جراسيني وماريو فينياليه واجوستينو سيساريجوم وبعد ذلك مع مجموعة من چينوفا سيستري (Genova Sestri).
بعد مرور ثلاثين عامًا، يتذكر بارودي الظهور السياسي لهذا العامل الشاب والحزبي من خلال تقديم الطبعة الأولى من «سجلات العمال»: « بدأت بداية علاقته السياسية خارج المصنع عندما هرب من غارات الفاشيين في عام 1944. كان عليه أن يذهب تحت الأرض. في الحالة الجديدة، يلتقي مع الرفاق الذين اضطروا إلى اتخاذ خيار سياسي وينضم إليهم. ترفض الخلية السرية التي أنشأوها اتباع خط التعاون الوطني والحل الوسط مع الملكية التي فرضها توجلياتي بمجرد وصوله إلى ساليرنو. فمن رفض أول «التسوية التاريخية» التي من شأنها أن تؤثر على جيل كامل واختيار يصبح الشيوعية التحررية وأممي، بدلا من الاحتفال عهد ستالين. »
إنهم قبل كل شيء " رفض انتهازية توغلياتي "، كما يعيد بناء بارودي، والمحاولة "التي لا تزال مرتبكة " لإنقاذ الخلاص في مواجهة الموجة الانتهازية التي ستؤدي في النهاية إلى عرقلة وإغراق الحركة الطبقية الناتجة عن الكفاح ضد الفاشية "، العوامل التي تؤدي بخليته الحزبية إلى الارتباط بالتقاليد التحررية والنقابية. هذا التقليد في جنوة له جذور عميقة، والتي تعود " إلى عملية تشكيل الحركة العمالية، إلى خصوصيات الأممية الأولى في إيطاليا، إلى ردود الفعل العفوية الناجمة عن تعفن الأممية الثانية، وبالتالي لخصائص فترة حمراء الأولى بعد الحرب عندما غرفة العمل الهامة مثل تلك التي كانت في سيستري بونينته (Sestri Ponente)، كان اتجاه الأناركو النقابي ".

## عملية النضج السياسي في فترة ما بعد الحرب
يعود بارودي الشاب إلى أنسالدو في نهاية الحرب. يتم التعبير عن عمله السياسي في الالتزام بجعل الحركة الأناركية على خط سياسي ملموس من النضال؛ يعمل مع أريجو كرفيتو وشباب آخرين، مثلهم إلى حد كبير العمال، من أجل ولادة «المجموعات الأناركية للعمل البروليتاري» (GAAP)، التي تمت المصادقة عليها في مؤتمر جنوة بونتيديسيمو في فبراير 1951. «إنه بالتحديد البحث عن شيوعية أخرى لم تكن خاضعة لموسكو PCI الستالينية التي تربط لورنزو بارودي وأريكو جيرفيتو، بين عامي 1948 و 1949. مكان اللقاء هو محاولة بيير كارلو ماسيني وسيرفيتو للتجمع حول شباب الاتحاد الفيدرالي الإيطالي، الاتحاد الفوضوي الإيطالي، وهي حركة شيوعية ليبرالية منظمة ومنظمة، والتي تخلت عن البطلان الفردي للكثير من الأناركية التقليدية.»
إن البحث عن " التجانس النظري كعلم للثورة " يوجهه إلى دراسة جادة حول " عاصمة " ماركس ومقابلة لينين. إنها نقطة الهبوط الطبيعية لأولئك الذين لديهم شغف ثوري وذكاء جدلي، كما يعلن بارودي نفسه من خلال تلخيص المهمة التي يواجهها جيله: " إذا كان لينين قد اضطر إلى استخدام طاقات جيل كامل من الثوريين لتحرير الماركسية من كان يمكن أن يحدث الغموض الاجتماعي الديمقراطي، ونفس المشكلة واستخدام الطاقة نفسه على مدى عدة أجيال لتحرير اللينينية من تحولات الستالينية ».

## سجلات المصنع وتجربة الاتحاد
إلى جانب الدراسة والتفكير النظري، رآه أوائل الخمسينيات في الصياغة المنتظمة لأحداث أحداث المصنع، مع محاولة " للهروب من التأثير الشخصي لأولئك المشاركين في علاج المشكلات الطبقية بدلاً من الهيمنة الأيديولوجية للستالينية في أحلك فتراتها ».
في هذه الفترة، صقل بارودي تشدده الثوري «في نشاط التحريض، في التزام النقابة، في مسؤولية إدراجه في الهيئات النقابية المختلفة، من الهيئة الأساسية (" الخبير "، والآن" مندوب "، قسم)، إلى ذلك مصنع لجنة النقابات العمالية (مجلس الآن)، حتى فئة الفئة والمنظمة الأفقية على مستوى الكونفدرالية (اللجنة التوجيهية الوطنية لل CGIL) ".
في الميزانية، سيكتب أن سبب انعكاس تلك التجربة النقابية «يتعلق بالموقف الذي يجب على المسلح الثوري أن يحتفظ به في المصنع وفي مطالب النقابة، في طريقه فيما يتعلق بالعمال والطبقة»، مع الاعتراف بذلك على الرغم من أنه مع الأخطاء التي لا مفر منها في تلك المرحلة من التكوين قد تمكنت من الحفاظ على محور اهتمامه «عواقب التسوية التاريخية الأولى من حيث استغلال العمال».

## الموقف الدولي من انتفاضة بودابست
يتيح له التواجد في اللجنة التوجيهية الوطنية CGIL منتدى لموقف دولي واضح تجاه تمرد العمال في بودابست في أكتوبر - نوفمبر 1956 (انظر «المجر 1956»). الأمين العام دي فيتوريو، بعد استنكار التدخل العسكري الروسي الذي تم الإعراب عنه في 27 أكتوبر، قام بالفعل في الرابع من نوفمبر بعكس اتجاهه السريع.
في اجتماع السلطة التنفيذية في الفترة من 20 إلى 21 نوفمبر، طالب بارودي بالحاجة إلى «أن يقوم CGIL بمبادرة تصفية السياسات والأنظمة والبيروقراطية الستالينية التي لا تزال توجه الاتحاد العالمي لنقابات العمال». ثم وضع انتفاضة بودابست في اتصال مع الأحداث الهامة الأخرى لتلك الحرجة 1956 (الحركات العمالية في بولندا، والحرب الاستعمارية التي شنت في غيانا من قبل حكومة غي موليت، وأزمة السويس): «في الوقت نفسه كما من خلال يجب أن نساعد FSM في تعبئة العمال الفرنسيين ضد الحرب الاستعمارية التي نشبت في الجزائر ومصر باسم حكومة» اشتراكية«؛ في نفس الوقت عندما يكون لدينا ما يدعو للقلق حول الصعوبات التي تواجه العمال البريطاني، الذي النضال ضد الحرب في مصر وقبرص ويعوق من قبل نقابات العمال الرعاية» لا يلحق الضرر إنتاج«ينبغي أن يكون الدعم الكامل لنضال العمال المجري، البولندية، من العمال الروس أنفسهم، الذين، ضد آثار رأسمالية الدولة، يريدون تأكيد الاشتراكية الحقيقية».

## التقاء في العمل الشيوعي
بعد التقاء GAAP، في ربيع 1957، وتضم من «العمل الشيوعي» تأسست قبل عامين من قبل «المنشق» من PCI، تلتزم بارودي جنبا إلى جنب مع أريغو سيرفيتو في محاولة للتعامل مع هذا القصووية وشاهدا على الموقف الأممي. وقد قدم مع سيرفيتو، في الاجتماع الأول لليسار الشيوعي في نوفمبر 1957 في ليفورنو، «أطروحات عن التنمية الإمبريالية، عن فترة المرحلة المعادية للثورة وعن تطور الحزب الطبقي»، والذي يتم الآن التعبير عن الرؤية الإستراتيجية بطريقة عضوية التيار اللينيني.
في «الأطروحات» من المتوقع أن يكون دور آسيا «مركز التوترات» وتنمية آسيا، المحرك لعصر أزمة المجتمع الإمبريالي. هذه «رؤية الزمن» هي التي ستسمح لفهم العقود التالية، وصولاً إلى «المرحلة الإستراتيجية الجديدة» في عصرنا، عندما وصلت رأسمالية الدولة الصينية إلى مرحلة النضج الإمبريالي، تتبع المسار الذي تتبعه القوى الإمبريالية في القرن الأول. تفتح أوروبا والولايات المتحدة وروسيا واليابان وقت النضال من أجل تقسيم العالم بين القوى الإمبريالية ذات البعد القاري.

## أساس النضال الشيوعي
المهمة الإستراتيجية للبروليتاريا، الطبقة التي يمكنها ويجب أن تحدث ثورة في المجتمع الإمبريالي، تم تحديدها الآن بوضوح في الرؤية التي يشاركها بارودي مع چرفيتو، وهي رؤية تمثل حياة نضالية كاملة يسمح فيها العلم الماركسي بالعاطفة الثورية «بالتغلب على عقبات التوقع الصبر والانتظار الخادع». في الواقع، كانت الرؤية الإستراتيجية لأطروحات عام 57 مرتبطة بمفهوم حزب الإستراتيجية: في بارودي سيرفيتو أرسل في عام 1964 مسودات الدراسة (التي سيتم جمعها في وقت لاحق في المجلد، بعنوان «الصراع الطبقي والحزب الثوري»، وكررت عدة مرات حتى الطبعة السادسة من عام 2004، والتي تنشر أيضًا تلك الرسائل) حول المفهوم اللينيني للعمل السياسي، بهدف «النص الأساسي للتيار اللينيني في إيطاليا». على هذا الأساس، يمكن لـچيرفيتو وبارودي قلب الصفحة على تجربة «العمل الشيوعي»: في ديسمبر 1965، صدر العدد الأول من «النضال الشيوعي» (والذي سيصبح بارودي مديرًا حتى وفاته) ويبدأ العمل الهائل للتسوية التنظيمية..

## النصوص المتعلقة بالاتحاد وتطور الرأسمالية
يواصل بارودي نشاطه السياسي في النقابة، حيث طور انعكاسًا تشهد عليه كتبتي " نقد الاتحاد الإصلاحي " و " نقد الاتحاد المرؤوس ". في مقدمة النص الثاني من هذه النصوص، الذي كتب في نوفمبر '88، يكتب أنه " من التجارب التي تم جمعها في هذا المجلد يمكننا فهم أسباب التزامنا، المولود في المصنع ومن ثم البحث عن أسباب الصراع، من الاتحاد إلى السياسي، في الأفق الأوسع من الخصومات التي تتبع تاريخ الطبقات. في هذا المنظور، قمنا بتصور أسباب علم الحزب والتدخل السياسي. في الالتزام أيضًا أصبح العلم شغفًا؛ الوحيد الذي يدعم حتى في أكثر الظروف سلبية، مما يسمح للعمل في أي دورة تاريخية ».
وبالتالي، تمتد دراسة حالة العمل بالضرورة إلى دراسة العلاقات بين الطبقات في إيطاليا: بدءًا من أوائل الثمانينيات، عمل بارودي بشكل منهجي على جوانب متعددة من تاريخ الرأسمالية الصناعية والمالية الإيطالية، والتي تُرى في روابطها مع الديناميات الدولية، مع الصراع بين الطبقات، مع القضية السياسية وإنتاج الأيديولوجيات؛ ثم يتم جمع هذه النصوص في مجلدي «دراسات حول تطور الرأسمالية في إيطاليا». في مقدمة المجلد الأول من المجلدين، قرأنا: «من أجل جعل تاريخ فئته، لا يمكن للحزب تجاهل تاريخ الطبقة المعارضة. قصة قادت البرجوازية إلى إعطاء اهتمامها المتوسط شكلًا عالميًا، لأن الهبوط كان السوق العالمي. وبناءً على ذلك، يقول ماركس وإنجلز، حتى البروليتاريا «لا يمكن أن توجد إلا على مستوى التاريخ العالمي، تمامًا كما لا يمكن أن توجد الشيوعية، وهي فعلها، على الإطلاق إلا كوجود تاريخي عالمي» ».
استمر هذا العمل مع أحدث الدراسات، التي ليس لها بعد إيطالي فقط، ولكن تم تصورها على السيناريو الدولي (خاصة الأوروبية والأمريكية)، حول اتجاهات وسياسات المجموعات الاقتصادية والمالية الكبيرة، والتي تتبع دائمًا فيما يتعلق بالاختلاف، المتغيرة والمتناقضة، جوانب حياة الرأسمالية الاقتصادية والاجتماعية.

## قائمة المراجع

### نصوص لورنزو بارودي
- لورينزو بارودي. «سجلات العمال». ميلان، طبعات النضال الشيوعي، 1974. ISBN 88-86176-04-X : يجمع انعكاسات الخمسينيات على تجربة المصنع.
- لورينزو بارودي. «نقد الاتحاد الإصلاحي». ميلان، طبعات النضال الشيوعي، 1987. ISBN 88-86176-02-3 : إنه يجمع نصوص الاتحاد المنشورة بين عامي 1953 و 1966.
- لورينزو بارودي. «نقد الاتحاد المرؤوس». ميلان، طبعات النضال الشيوعي، 1989. ISBN 88-86176-05-8 : يجمع نصوص الاتحاد المنشورة بين عامي 1967 و 1978.
- لورينزو بارودي. «دراسات حول تطور الرأسمالية في إيطاليا»، في ثلاثة مجلدات. ميلان، إصدارات الصراع الشيوعي، 1998-2007-2010. ISBN 88-86176-28-7 ؛ ISBN 978-88-86176-66-8 ؛ ISBN 978-88-86176-89-7 : يقومون بجمع النصوص حول تاريخ الرأسمالية الصناعية والمالية الإيطالية؛ المجلد الأول الذي نُشر في الفترة ما بين مارس 1983 وفبراير 1994، والمجلد الأول نُشر في الفترة ما بين مارس 1994 ويونيو 2004.
- لورينزو بارودي. «الأسر الكبيرة لرأس المال». ميلانو، إصدارات الكفاح الشيوعي، 2010. ISBN 978-88-86176-97-2 : يجمع النصوص حول تاريخ بعض العائلات المهمة للرأسمالية العالمية.

### النصوص الأخرى المذكورة
- «الحياة المحظوظة لورنزو بارودي» - النضال الشيوعي N.491-492 يوليو-أغسطس 2011 ص.   2-3
- أريجو سيرفيتو. "الإمبريالية الوحدوية". ميلان، طبعات النضال الشيوعي، 1981. ISBN 88-86176-17-1 : يتم جمع المواد التحليلية لمسار الإمبريالية العالمية من الخمسينيات حتى عام 1980، بما في ذلك "أطروحات عن التنمية الإمبريالية، عن فترة المرحلة المضادة للثورة وعن تطور الحزب" من الدرجة "من 1957.
- المجر 1956. الحاجة إلى ميزانية ". ميلان، طبعات النضال الشيوعي، 1986. ISBN 88-86176-01-5.
- غيدو لا باربيرا، النضال الشيوعي المجموعة الأصلية 1943-1952، ميلانو، النضال الشيوعي، 2012.
- غيدو لا باربيرا، النضال الشيوعي نحو حزب الإستراتيجية 1953-1965، ميلان، النضال الشيوعي، 2015
- جويدو لا باربيرا، النضال الشيوعي نموذج البلشفية 1965-1995، ميلان، النضال الشيوعي، 2017